# Pergamonmuseum
Das Pergamonmuseum im Berliner Ortsteil Mitte gehört zum Bauensemble der Museumsinsel und damit zum Weltkulturerbe der UNESCO. Im Auftrag Kaiser Wilhelms II. von 1907 bis 1909 von Alfred Messel im Stil des Neoklassizismus geplant, wurde es 1910 bis 1930 von Ludwig Hoffmann in vereinfachter Form ausgeführt. Zurzeit beheimatet es die Antikensammlung mit dem berühmten Pergamonaltar, das Vorderasiatische Museum und das Museum für Islamische Kunst. Im Rahmen des Masterplans Museumsinsel wird das Pergamonmuseum seit 2013 saniert und war zunächst teilweise geschlossen. Seit 23. Oktober 2023 ist das Museum „wegen umfassender Sanierungsarbeiten“ für etwa vier Jahre vollständig geschlossen. Die Wiederöffnung eines Teils ist für 2027 und die vollständige für 2037 geplant.
Im Jahr 2019 verzeichnete das Pergamonmuseum rund 804.000 Besucher.
Die für die Sanierung veranschlagten Kosten stiegen von zunächst rund 250 Millionen Euro (im Jahr 2000) auf 1,507 Milliarden Euro (im Jahr 2023). Weitere Kostensteigerungen gelten als wahrscheinlich. Der Zeitbedarf stieg von zunächst 5 auf wenigstens 24 Jahre.

## Geschichte

### Erster Bau

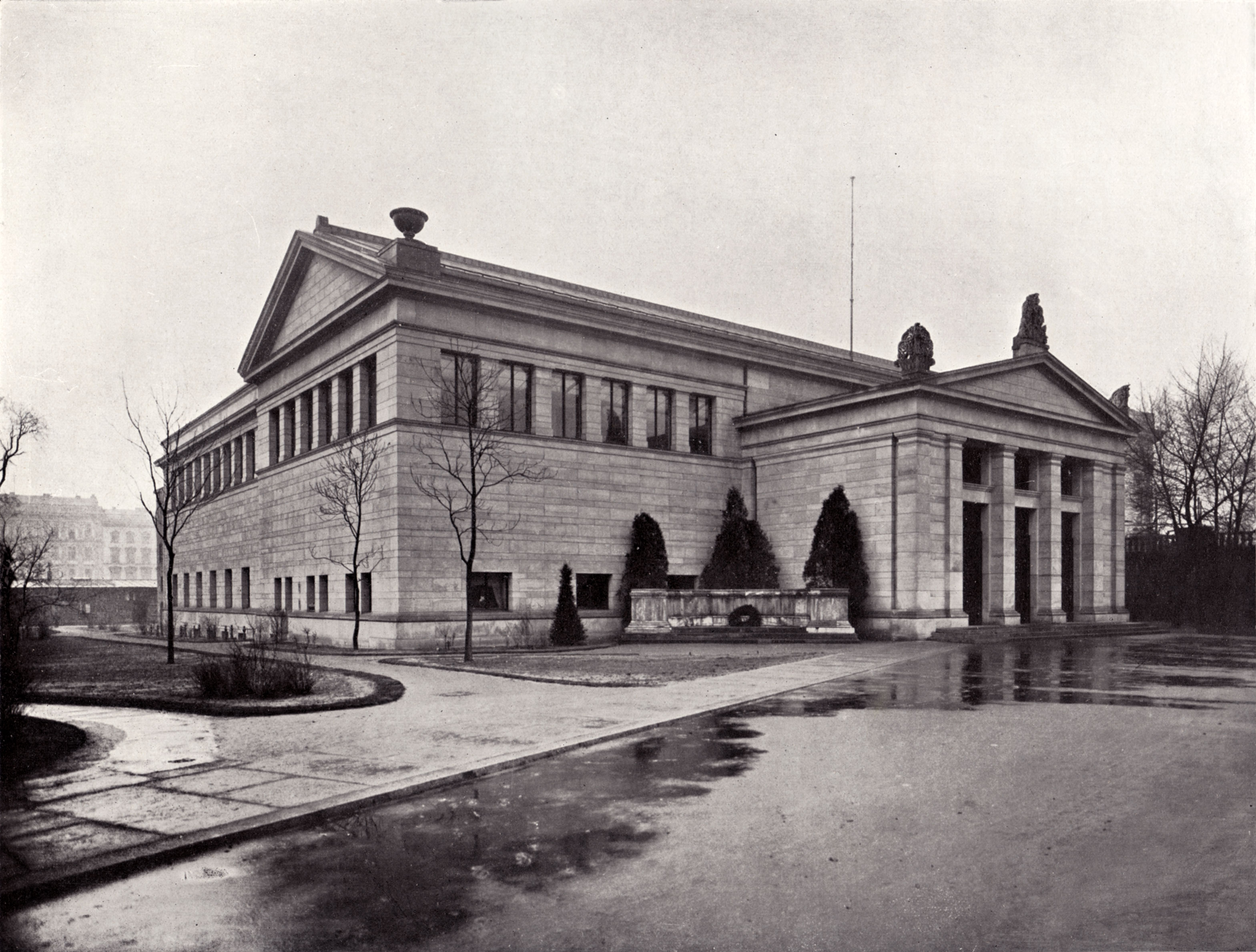
Ansicht des ersten Pergamonmuseums

Das erste Pergamonmuseum wurde 1897–1899 von Fritz Wolff erbaut und am 18. Dezember 1901 von Kaiser Wilhelm II. eröffnet. Enthüllt wurde dabei das von Adolf Brütt geschaffene Bildnis von Carl Humann. Der Lichthof des damaligen Museumsbaus enthielt bereits weitere Architektur aus Pergamon, Priene und Magnesia.
Nach dem Abriss des ersten Pergamonmuseums 1908 waren die Pergamenischen Bildwerke bis zur Vollendung des Nachfolgebaus in der östlichen Säulenhalle des Neuen Museums untergebracht.

### Zweiter Bau

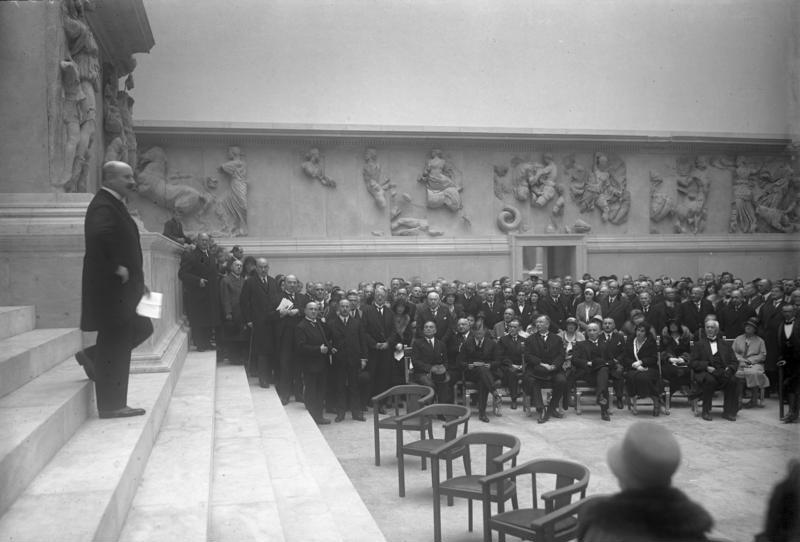
Wilhelm Waetzoldt hält die Eröffnungsrede zur Eröffnung des Pergamonmuseums, 1930

Da die bei den Ausgrabungen in Babylon, Uruk, Assur und Ägypten gefundenen Monumentalobjekte im ersten Bau nicht adäquat gezeigt werden konnten und dieser außerdem bald Schäden zeigte (das Fundament war abgesackt, wäre allerdings bei entsprechendem politischen Willen durchaus reparabel gewesen), gab es seit 1906 Planungen von Wilhelm von Bode, dem 1905 neu berufenen Generaldirektor der damals Königlichen, seit 1918 Staatlichen Museen für einen Neubau an gleicher Stelle. In diesem sollten neben den antiken Architekturen im Nordflügel die deutsche Kunst der Nachantike im Deutschen Museum, im Südflügel die Vorderasiatische Abteilung und (seit 1927 geplant) die Islamische Kunst-Abteilung unterkommen.
Seit 1907 plante Alfred Messel aufgrund eines Konzepts von Wilhelm von Bode den monumentalen Dreiflügelbau in straffen neuklassizistischen Formen. Nach seinem Tod im Jahr 1909 übernahm sein engster Freund, der Berliner Baustadtrat Ludwig Hoffmann, die Ausführung des Baues. Außerdem waren die Architekten Wilhelm Wille und Walter Andrae für die Einrichtung der Vorderasiatischen Abteilung, des heutigen Vorderasiatischen Museums mit hethitischen, sumerischen, assyrischen, babylonischen und persischen Kunstwerken, und German Bestelmeyer für die Einrichtung des Nordflügels mit der Sammlung deutscher Kunst der Gemälde- und Skulpturengalerie (das sogenannte „Deutsche Museum“) sowie Ernst Kühnel, der gemeinsam mit Hoffmann die Islamische Kunstabteilung, das heutige Museum für Islamische Kunst mit der Mschatta-Fassade entwickelte, an dem Projekt beteiligt. Gemeinsam mit Theodor Wiegand entwickelte Ludwig Hoffmann die Konzeption für die Säle mit den Säulenaufbauten aus Priene, Magnesia, Milet und Pergamon sowie den Saal für den von Carl Humann entdeckten Pergamonaltar und das Markttor von Milet. 1910 begannen die Bauarbeiten, die durch den Ersten Weltkrieg, die Novemberrevolution 1918 und die Inflation 1922/1923 verzögert wurden. Erst 1930 konnte der Bau der Dreiflügelanlage im Wesentlichen abgeschlossen und die vier Museen darin eröffnet werden. Nicht ausgeführt blieben die von Messel und Hoffmann ursprünglich geplante Portikus im Innenhof, die Kolonnade am Kupfergraben sowie der sich südlich zwischen dem Neuen Museum und dem Kupfergraben anschließende vierte Flügel für das Ägyptische Museum.
Der Bau präsentiert sich als eine nach Südwesten zur Spree hin orientierte tiefe Drei-Flügel-Anlage. Der hohe Mittelbau am Ende des langen Vorhofes ist fensterlos. Die Seitenflügel tragen über dem Sockel jeweils eine Reihe mit zwölf kolossalen dorischen Pilastern. Die Stirnseiten der Seitenflügel sind verbreitert, mit einer etwas hervorstehenden fensterlosen Wand zum Vorhof. Ihre Schauseiten zur Spree hin sind, etwas vorspringend, von einer Halbsäulenreihe aus jeweils sechs (ebenfalls dorischen) Halbsäulen besetzt; über diesen und dem umlaufenden Dachgesims erheben sich an beiden Seitenflügeln die Giebel.
Die Außenfassade besteht aus fränkischem und Oberdorlaer Muschelkalk aus Thüringen (Trias), Lausitzer Granodiorit (Präkambrium) und Beuchaer Granitporphyr (Perm) aus Sachsen sowie aus Bale-Kalkstein (Kreide) aus Kroatien. Im Gegensatz zu den in massiven Natursteinplatten gefassten Schauseiten sind die weniger repräsentativen Fassaden – Nordfassade (Richtung Bodemuseum), Ostfassade (Richtung Hackescher Markt) und Südfassade (Richtung Neues Museum) – in Naturstein imitierenden Steinputz ausgeführt. Dieser mit Natursteingranulaten zementgebundene dunkelgraue Putz ist mit Scheinfugen und einer, den Natursteinquadern entsprechend, steinmetzmäßigen Bearbeitung nachempfunden worden.
Während der aktuell durchgeführten Generalsanierung des Pergamonmuseums erfolgte eine Untersuchung der historischen Baukonstruktionen am Gebäude, die die ingenieurstechnischen Leistungen des zuständigen Stadtbaurats Wilhelm Wille und des Zivilingenieurs Otto Leitholf dokumentiert, die mit zahlreichen Sonderkonstruktionen auf den schwammigen Baugrund reagierten.

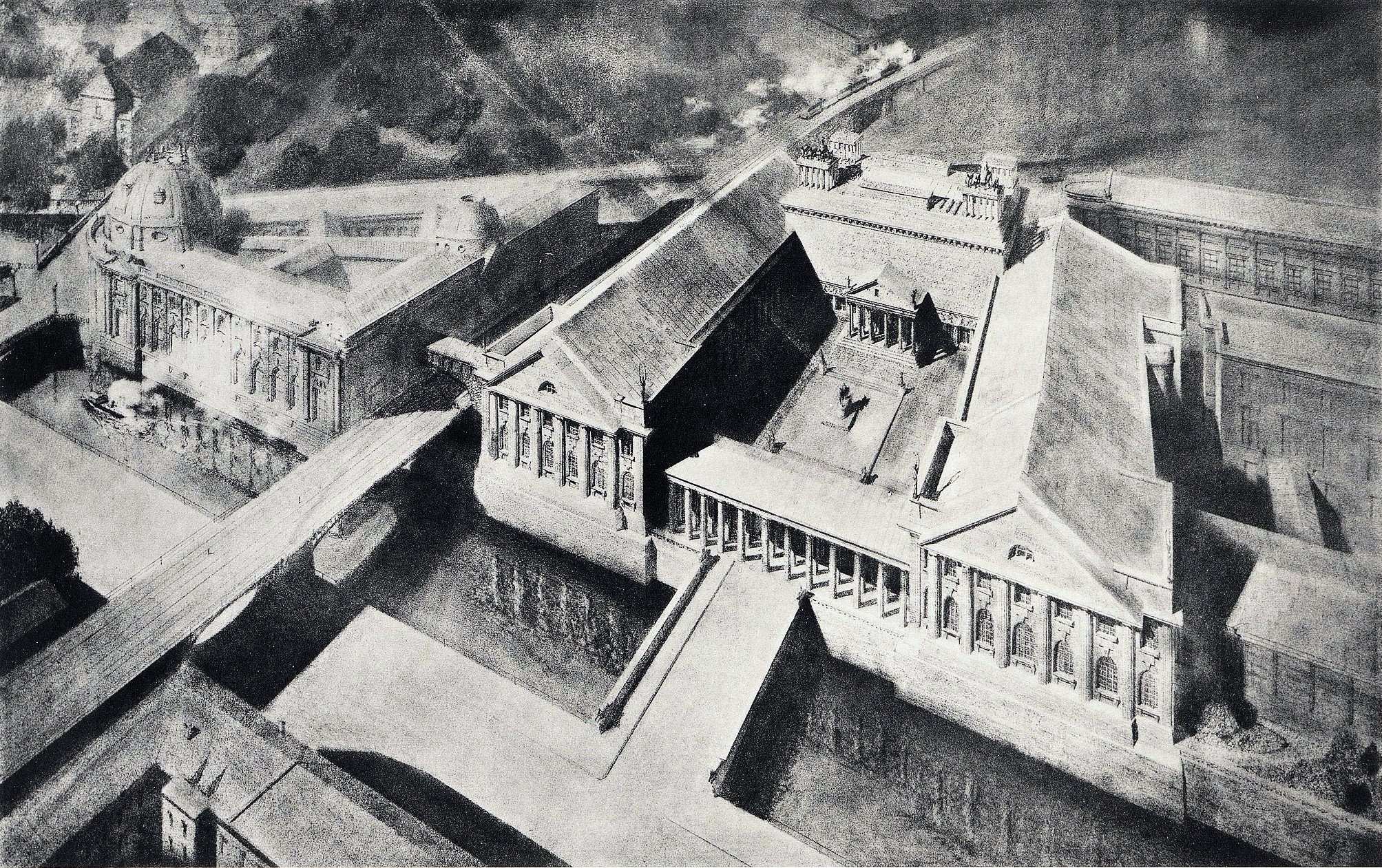
Ursprünglicher Plan von Alfred Messel mit viertem Flügel am Neuen Museum, nicht ausgeführt
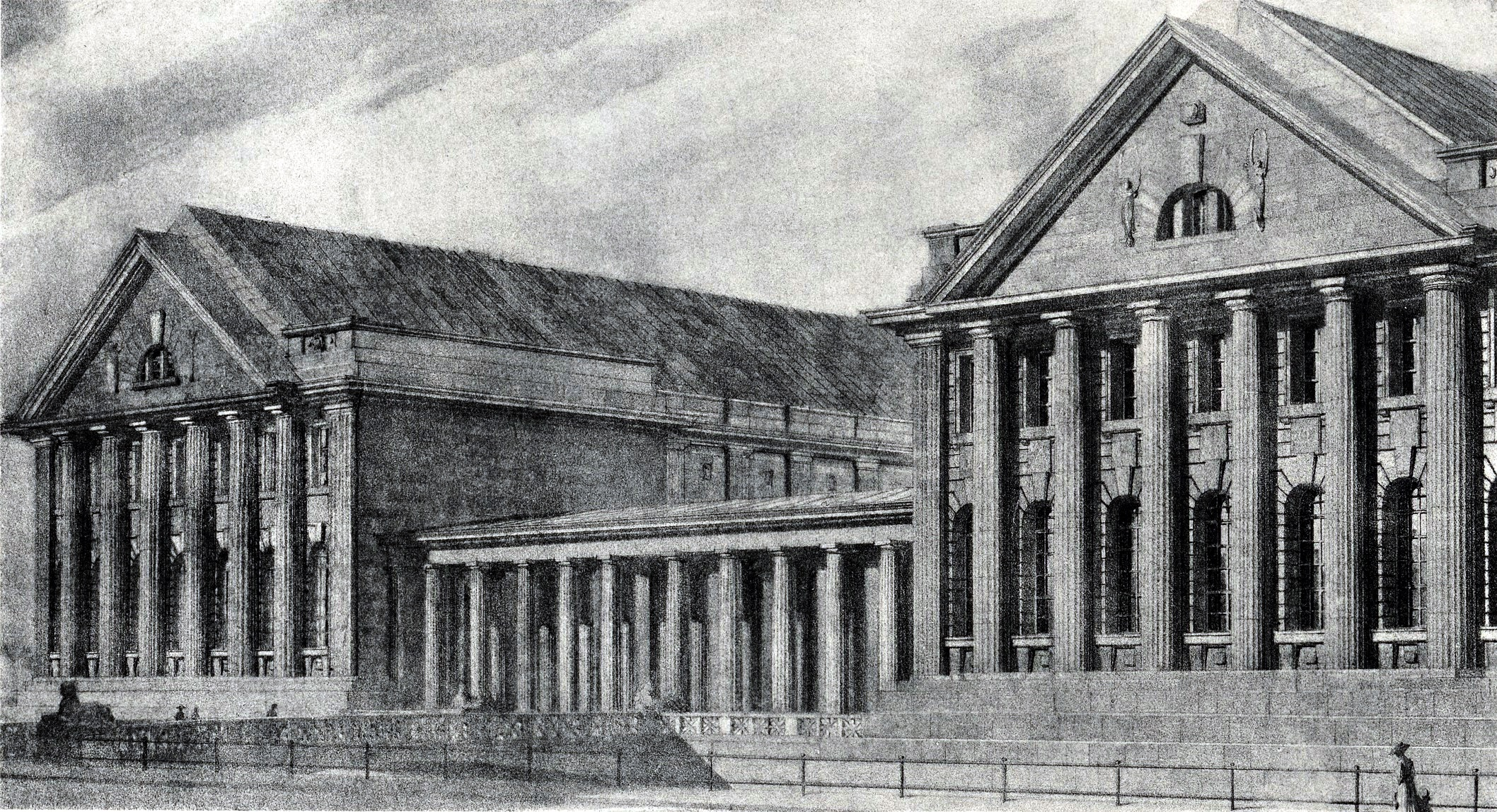
Kolonnade am Kupfergraben, nicht ausgeführt
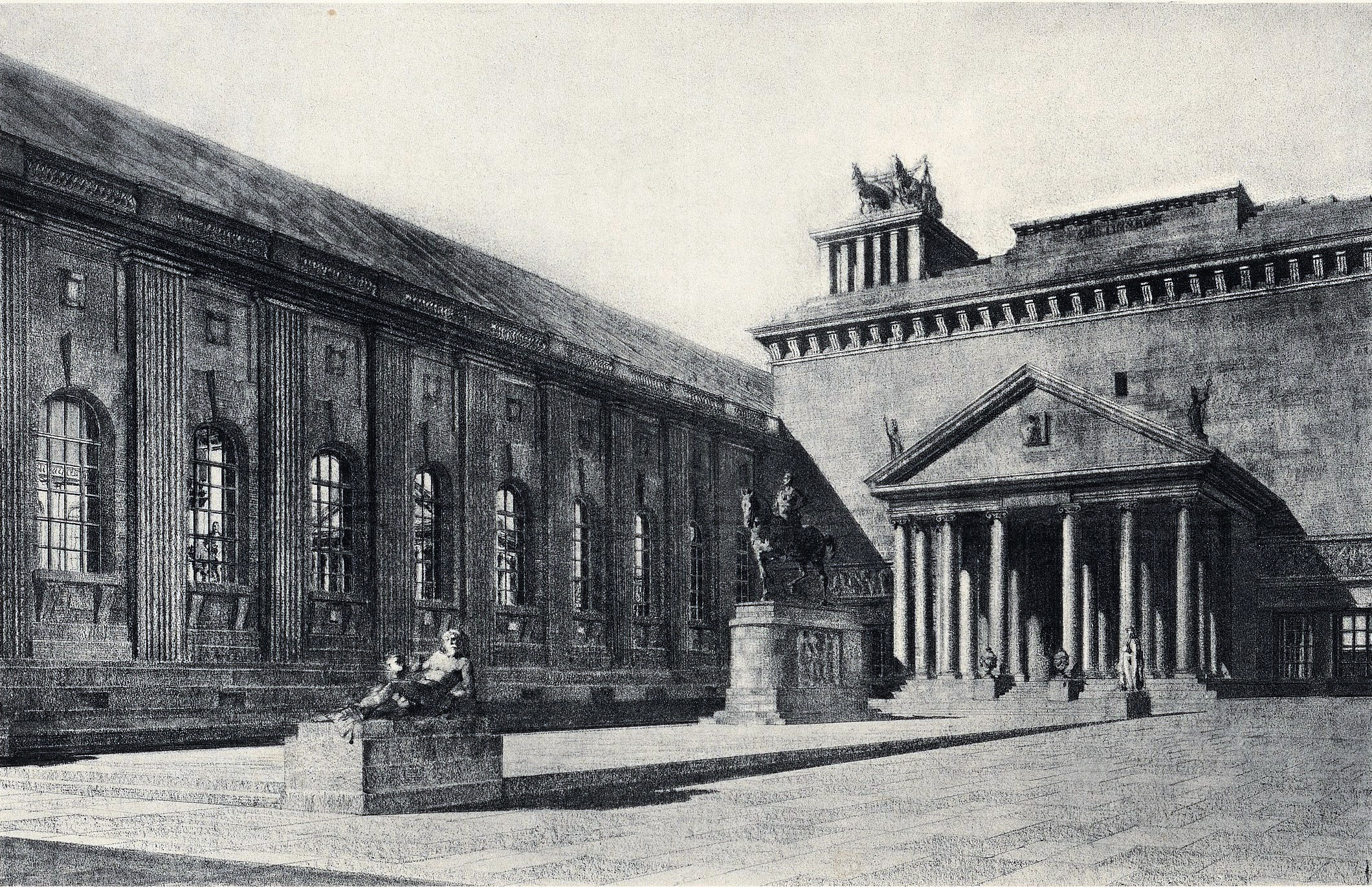
Portikus im Innenhof, nicht ausgeführt

### Zerstörung und Wiederaufbau

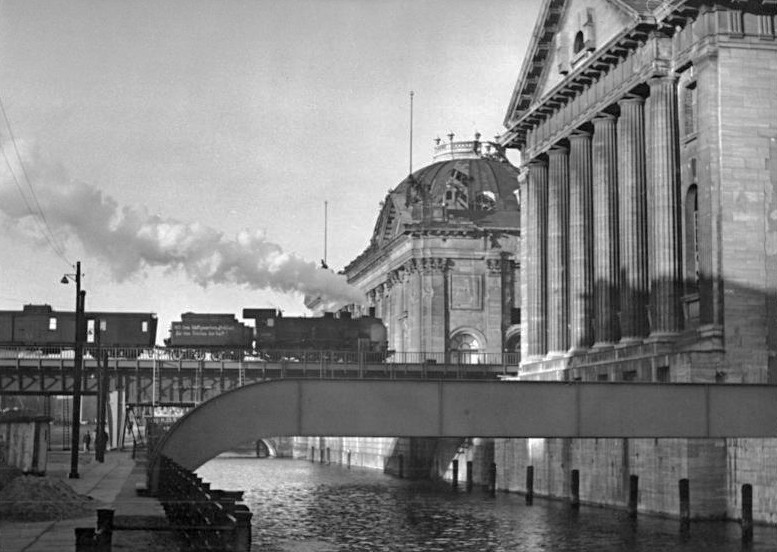
Die Museumsinsel mit dem Bode-Museum und dem Pergamonmuseum, 1951

Während der Luftangriffe im Zweiten Weltkrieg auf Berlin wurde das Pergamonmuseum schwer getroffen. Viele Ausstellungsstücke wurden an sichere Orte ausgelagert, die Monumentalstücke wurden zum Teil eingemauert. 1945 wurde ein Großteil der Exposita von der Roten Armee für ein großes Siegesmuseum Stalins nach Moskau und Leningrad abtransportiert. 1954 konnte mit dem Miletsaal der erste Saal der Antikenabteilung wieder eröffnet werden, 1955 der von Elisabeth Rohde unter anderem durch die Übertragung des Hephaistion-Mosaiks veränderte Hellenistische Saal. 1957 und 1958 gab die Sowjetunion einen Großteil der Bestände an die DDR zurück. Der Pergamonaltar konnte von Carl Blümel und Elisabeth Rohde weitgehend in der Inszenierung von 1930 wieder aufgebaut werden, das Deutsche Museum hingegen wurde nicht wieder eingerichtet. Die in ihm einst gezeigten Sammlungen befanden sich zum Großteil in der Gemäldegalerie und in der Skulpturensammlung in West-Berlin im Museumszentrum Berlin-Dahlem. Weitere Bestände waren im Flakbunker Friedrichshain verbrannt oder befinden sich bis heute völkerrechtswidrig in den Depots des Puschkin-Museums in Moskau und der Eremitage in Sankt Petersburg. Die Rückkehr dieser Bestände, darunter der berühmte Schatz des Priamos, ist 1990 zwischen der Bundesrepublik und Russland vertraglich festgelegt worden, wurde jedoch bisher vom Russischen Parlament und von Museumsdirektoren in Moskau verhindert. Im Pergamonmuseum kamen die Antikensammlung, das Vorderasiatische Museum, das Museum für Islamische Kunst, die in der DDR neu gegründete Ostasiatische Abteilung und das Museum für deutsche Volkskunde unter; die Letzteren beiden zogen zu Beginn der 1990er Jahre wieder aus und wurden mit ihren Schwesterabteilungen in Dahlem vereinigt.
Jede der Abteilungen wurde ursprünglich eigenständig bezeichnet. Erst seit 1958 führt der gesamte Bau den Namen „Pergamonmuseum“, der bis dahin für die Säle der Antikensammlung im Ostflügel reserviert war.

## Sammlungen

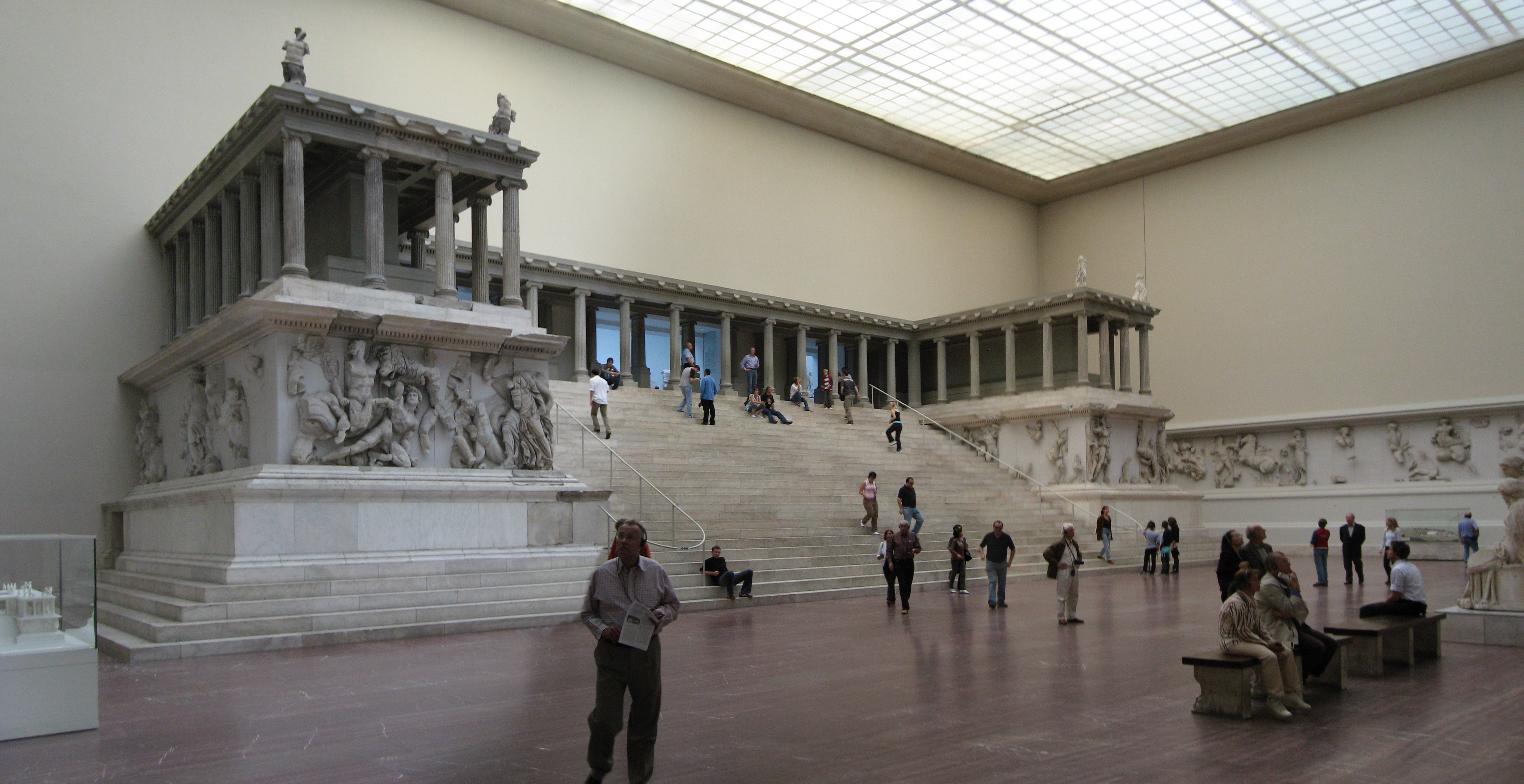
Der Pergamonaltar

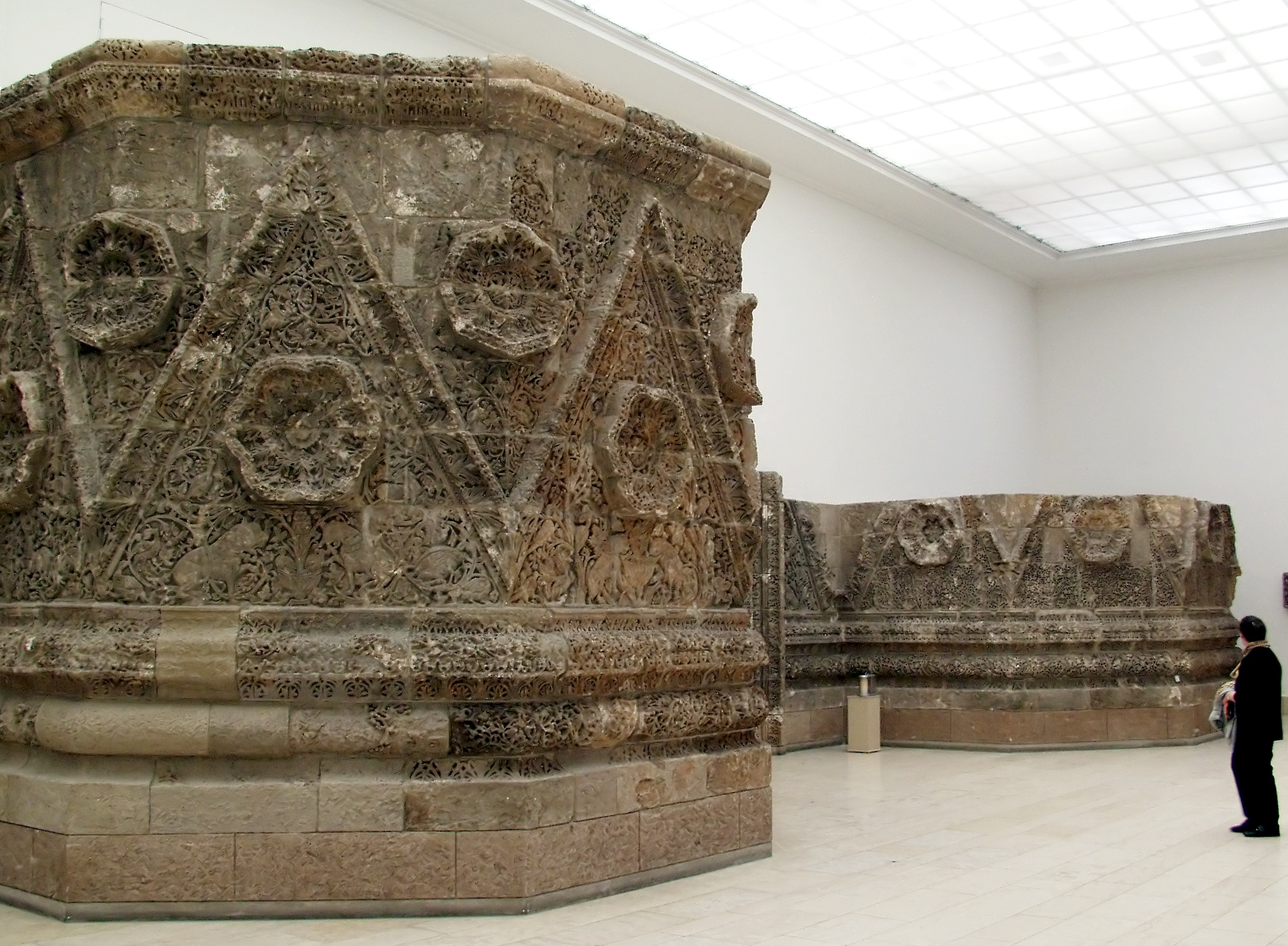
Mschatta-Fassade

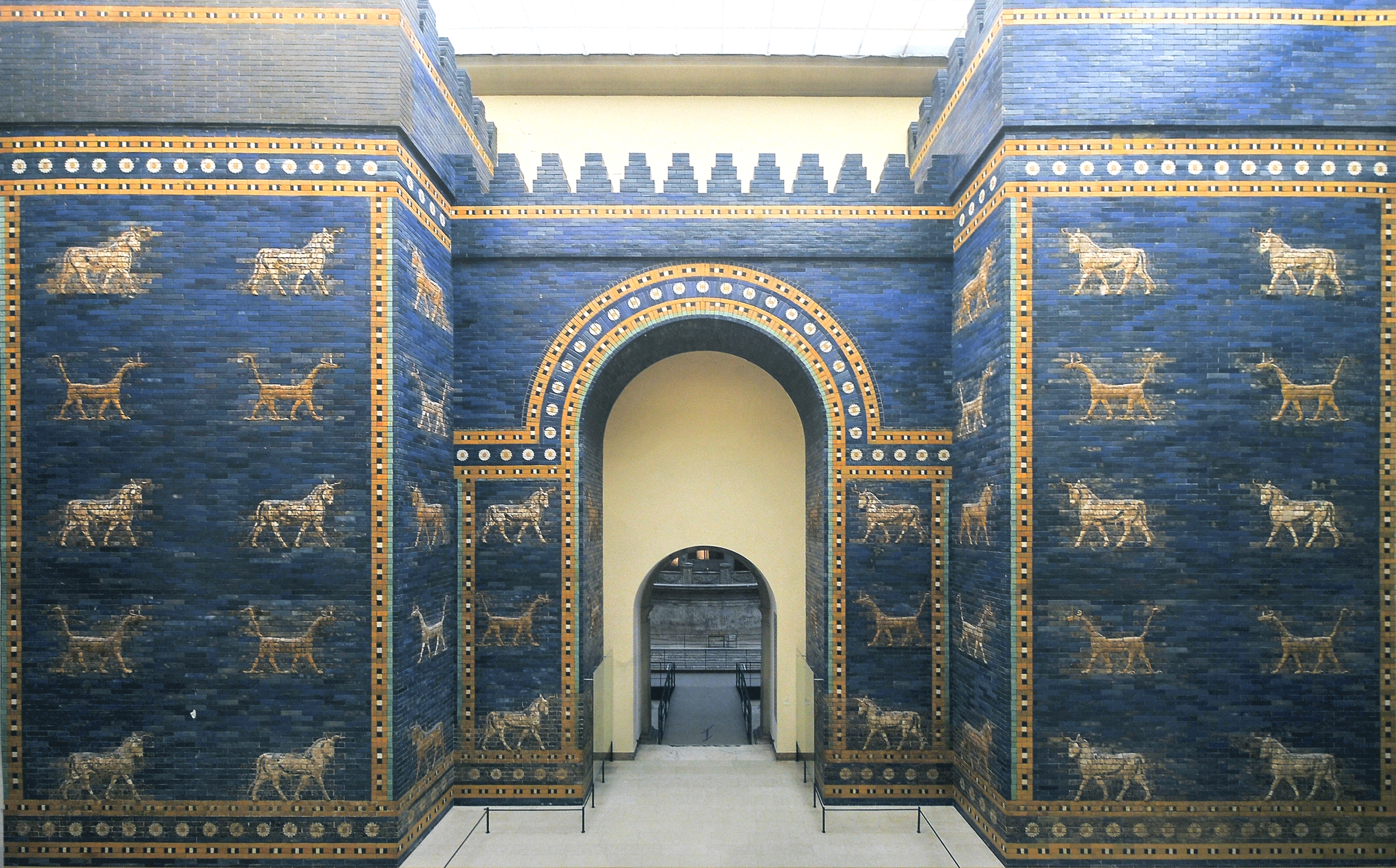
Das Ischtar-Tor aus Babylon

Das Pergamonmuseum enthält Sammlungen dreier Museen: der Antikensammlung, des Museums für Islamische Kunst und des Vorderasiatischen Museums. Das Museum zeigt verschiedene Stücke antiker Monumentalarchitektur, zu den wichtigsten und bekanntesten Ausstellungsstücken zählen
- der Pergamonaltar
- das Markttor von Milet
- das Ischtar-Tor und die Prozessionsstraße von Babylon
- die Mschatta-Fassade

Im Jahr 2007 war das Pergamonmuseum mit etwa 1.135.000 Besuchern das meistbesuchte Berliner Museum und das am besten besuchte deutsche Kunstmuseum. Abgesehen von 2004 war es seit 1999 jeweils das meistbesuchte Berliner Museum.

### Antikensammlung
Die Antikensammlung ist an drei Standorten untergebracht: im Pergamonmuseum, mit dem Großteil der Sammlung im Alten Museum sowie mit Stücken etwa der Zypernsammlung im Neuen Museum. Der Sammlungsteil im Pergamonmuseum zeigt in den drei zentralen Hauptsälen an der Kopfseite des Gebäudes Kunstwerke der griechischen und römischen Baukunst und daneben wenige Werke anderer Kunstrichtungen. Nach dem Zweiten Weltkrieg bis ins Jahr 2010 waren im Nordflügel des Museums auch die Bestände der Ost-Berliner Antikensammlung, nach der Wiedervereinigung der Antikensammlung zu Beginn der 1990er Jahre und dem Umzug der West-Berliner Sammlung zurück in das Alte Museum vor allem Werke der Skulpturensammlung ausgestellt.

### Vorderasiatisches Museum
Im Vorderasiatischen Museum werden Exponate aus archäologischen Grabungen deutscher Wissenschaftler, unter anderem der Deutschen Orient-Gesellschaft, gezeigt, die im Bereich der sumerischen, babylonischen und assyrischen Hochkulturen ausgegraben wurden. Dazu zählen viele monumentale Baudenkmäler, Reliefs und auch kleinere Kult-, Schmuck- und Gebrauchsgegenstände.
Besondere Anziehungspunkte sind das babylonische Ischtar-Tor, ein Teil der davor gelegenen Prozessionsstraße sowie die Thronsaalfassade von Nebukadnezar II.

## Sanierung
Im Rahmen des Masterplans Berliner Museumsinsel soll das Pergamonmuseum durch eine Archäologische Promenade mit dem Bode-Museum, dem Neuen Museum und dem Alten Museum verbunden werden. Als neues Eingangsgebäude bietet die James-Simon-Galerie einen der Zugänge zum Hauptrundgang im Pergamonmuseum.
Im Jahr 2000 wurde für die Umbauarbeiten ein Architektenwettbewerb ausgeschrieben, den der Kölner Architekt Oswald Mathias Ungers gewann. Unter anderem soll „mit einem ergänzenden vierten Flügel ein Hauptrundgang geschaffen werden, der die monumentale Architektur des Ägyptischen und des Vorderasiatischen Museums, der Antikensammlung und des Museums für Islamische Kunst zu einem Gesamtbild vereinigt.“ Das Museum für Islamische Kunst wird in den Nordflügel umziehen, in dem bis zum Zweiten Weltkrieg das Deutsche Museum untergebracht war.
Am 3. Mai 2019 fand das Richtfest für den ersten Bauabschnitt der Grundinstandsetzung und Ergänzung des Pergamonmuseums statt. Der erste Bauabschnitt kostet rund 477 Millionen Euro und sollte bis 2025 dauern.
Trotz der Sanierung verzeichnete das Haus 2019 eine Gesamtzahl von rund 804.000 Besuchern und konnte damit die Vorjahresbilanz nochmals um rund 24.000 Besucher steigern. Im März 2023 wurde von der Stiftung Preußischer Kulturbesitz mitgeteilt, dass das Museum ab dem 23. Oktober 2023 für dreieinhalb Jahre komplett für Besucher geschlossen wird. Als Grund wurde angegeben, dass nun auch der südliche Gebäudeteil instand gesetzt wird. Mit der Wiedereröffnung des Nordflügels sowie des Mittelteils des Museums mit dem Pergamonsaal wird im Frühjahr 2027 gerechnet. Der südliche Gebäudeteil soll erst im Jahr 2037 wiedereröffnet werden.

## Rezeption
In dem deutschen Science-Fiction-Film Ich bin dein Mensch der Regisseurin Maria Schrader von 2021 ist das Pergamonmuseum in Berlin ein zentraler Schauplatz der Handlung.